# Onthophagus manya
Onthophagus manya là một loài bọ cánh cứng trong họ Bọ hung (Scarabaeidae).